# Schandhof

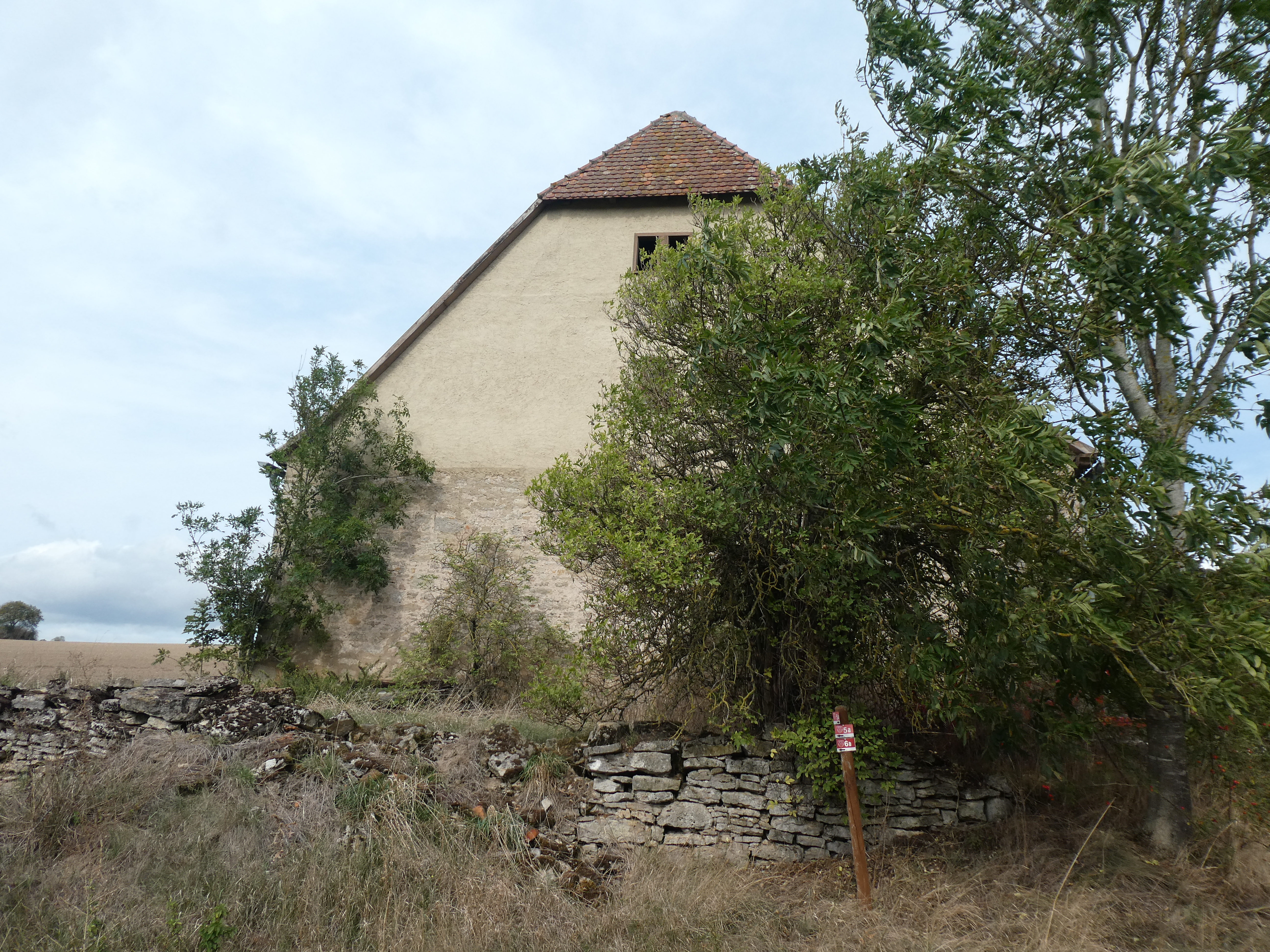
Schandhof

Schandhof ist ein Gemeindeteil der Großen Kreisstadt Rothenburg ob der Tauber im Landkreis Ansbach (Mittelfranken, Bayern). Schandhof liegt in der Gemarkung Rothenburg ob der Tauber.

## Geografie
Die Einöde liegt an der Schandtauber. 1 km östlich des Ortes liegt das Flurgebiet Vierzig Morgen. Ein Anliegerweg führt zur Staatsstraße 1022 (0,4 km nördlich), die an der Steinmühle vorbei nach Rothenburg (1 km nordöstlich) bzw. nach verläuft Bossendorf (4,5 km westlich). Ein Wirtschaftsweg führt zur Hammerschmiede (0,4 km südlich).

## Geschichte
Im Geographischen Lexikon (1802) wird der Ort folgendermaßen beschrieben:

„Sandhof, gemeinhin auch Schandhof, Reichsstadt Rothenburgischer, innerhalb der Landwehre, eine halbe Stunde von der Stadt gegen Kirchberg gelegener Hof. Der Rothenburgische Spital, welchem er gehört, hat 2 Bestandbauern daselbst, nebst einer ansehnlichen Schäferey und einem eigenen Schäfer. Diese haben ehedem mit dem Müller daselbst nach Gebsattel gepfarrt, seit langer Zeit aber gehen sie in die Spitalkirche nach Rothenburg. In den Zehnten theilen sich zu gleichen Theilen der Spital zu Rothenburg, Gebsattel, Burgstall und der Pfarrer zu Leutzenbronn. Sandhof hat die ausschliessende Weidegerichtigkeit mit den Schafen auf die Markungen zu Hemmendorf, Brunzendorf, Vorbach und Schwarzenbrunn. Wegen dieser Schäferey und Viehtriebs auf Eckartshöfer Markung, ingleichem wegen des Durchtriebs mit den Melkschafen auf Enzenweiler Markung ist ein Urthel von 1564 vorhanden. Auch ist wegen der Ausübung der Weidegerechtigkeit ein Vertrag vom 28. August 1567 errichtet worden. Im französischen Mordbrand verlohr es im November 1688 6 Gebäude, davon der Schaden aufs geringste auf 5584 Gulden frk. angeschlagen worden ist. Auch wurden sämmtliche Schafe, die der Rothenburgische Spital daselbst hatte, abgetrieben. Dies konnte die Bürgerschaft nicht gleichgültig ansehen. Es suchen daher die Schützer bey dem Magistrat um die Erlaubnis nach, einen Versuch wagen zu dürfen, ob die Heerden [Sp. 39] dem Feinde nicht etwa wieder entrissen werden könnte? Dieser Versuch gelang. Sie bekamen die ganze Heerde wieder. Diesem zufolge giebt nach einer mündlichen Ueberlieferung der Rothenburgische Spital alljährlich der Schützengesellschaft einen der besten Hämmel Preis. Wer nicht Bürger ist, kann zum Ausschiessen nicht zugelassen werden.“

Mit dem Gemeindeedikt (frühes 19. Jahrhundert) wurde der Ort dem Steuerdistrikt und der Munizipalgemeinde Rothenburg ob der Tauber zugeordnet.

### Baudenkmal
- Gutshof der Hospitalstiftung mit massiven Wohn- und Wirtschaftsgebäuden, 16.–18. Jahrhundert (Scheune mit Resten von 1688 und dendrochronologischer Datierung 1720).[7]

### Einwohnerentwicklung
| Jahr      | 001818 | 001840 | 001871 | 001885 | 001900 | 001925 | 001950 | 001961 | 001970 | 001987 |
| Einwohner | 31     | 6      | 36     | 37     | 41     | 40     | 39     | 25     | 13     | 12     |
| Häuser    | 4      | 3      |        | 3      | 4      | 3      | 3      | 2      |        | 2      |
| Quelle    | [ 9 ]  | [ 10 ] | [ 11 ] | [ 12 ] | [ 13 ] | [ 14 ] | [ 15 ] | [ 16 ] | [ 17 ] | [ 1 ]  |

## Religion
Der Ort ist seit der Reformation evangelisch-lutherisch geprägt und bis heute nach St. Jakob (Rothenburg ob der Tauber) gepfarrt. Die Einwohner römisch-katholischer Konfession sind nach St. Johannis (Rothenburg ob der Tauber) gepfarrt.